# Nekrolog 1271
Nekrolog
◄◄
| ◄
| 1267
| 1268
| 1269
| 1270
| 1271 | 1272 | 1273 | 1274 | 1275 | ► | ►►
Weitere Ereignisse | Allgemeiner Nekrolog 1271
Die Beschreibung der verstorbenen Person sollte so kurz wie möglich gehalten sein und nur deren signifikante Tätigkeit(en) enthalten.
Neue Namen ggf. auch unter dem Geburts- und Sterbedatum, also etwa unter 1. Januar und im Geburts- und Sterbejahr (2024) eintragen (nur bei entsprechender großer Wichtigkeit). Für Beispiele siehe die schon vorhandenen Artikel.
Außerdem über die fünf zuletzt Verstorbenen, zu denen es einen ausreichend guten Artikel für eine Präsentation auf der Hauptseite gibt, nach der todesbedingten Überarbeitung der Artikel ggf. auch unter Wikipedia Diskussion:Hauptseite informieren und sie am besten auch in den anderen Wikipedia-Sprachversionen eintragen. Tipp: Regelmäßig bei news.google.de nach „ist tot“, „gestorben“ oder „verstorben“ suchen.
Wenn eine Person gestorben ist, gibt es viele Seiten zu dieser Person in der Wikipedia, die davon auch betroffen sind und entsprechend aktualisiert werden müssen. Beispiele: Namenübersichtsseite, Geburtsjahr, Geburtsort-Seiten und viele mehr.
Wie finde ich die betroffenen Seiten?
Im Suchfeld auf der linken Seite gibt man den Suchbegriff so ein: „Vorname Nachname“. Dann klickt man auf Volltext und alle Seiten mit entsprechendem Suchtext werden aufgerufen. Hier sieht man dann schnell, wo auch das Todesjahr Sinn macht oder sogar ein Teil des Artikels angepasst werden muss. Auch hilft das „Werkzeug“ auf der linken Seite sehr gut, um solche Seiten aufzufinden: „Links auf diese Seite“. Somit ist die Wikipedia wieder aktuell in allen Bereichen! Hinweis: bei Eintragung der Kategorie „Gestorben JAHR“ wird der Missbrauchsfilter 49 ausgelöst, was jedoch nicht schlimm ist. Siehe: Spezial:Missbrauchsfilter/49
Dies ist eine Liste von im Jahr 1271 verstorbenen bekannten Persönlichkeiten. Die Einträge erfolgen innerhalb der einzelnen Daten alphabetisch sortiert. Tiere sind im Nekrolog für Tiere zu finden.

## Januar
| Tag        | Name                | Beruf, bekannt als     | Alter | Beleg |
| ---------- | ------------------- | ---------------------- | ----- | ----- |
| 10. Januar | Otto II.            | Graf von Geldern       |       |       |
| 28. Januar | Isabella von Aragón | Königin von Frankreich |       |       |

## Februar
| Tag        | Name                         | Beruf, bekannt als                                       | Alter | Beleg |
| ---------- | ---------------------------- | -------------------------------------------------------- | ----- | ----- |
| 9. Februar | Beatrix von Andechs-Meranien | Gräfin von Andechs Meranien, Gräfin von Weimar-Orlamünde |       |       |

## März
| Tag      | Name                   | Beruf, bekannt als                              | Alter | Beleg |
| -------- | ---------------------- | ----------------------------------------------- | ----- | ----- |
| 13. März | Henry of Almain        | Prinz der englischen Königsdynastie Plantagenet | 35    |       |
| 18. März | Bertho II. von Leibolz | Fürstabt des Klosters Fulda                     |       |       |

## April
| Tag       | Name                    | Beruf, bekannt als                           | Alter | Beleg |
| --------- | ----------------------- | -------------------------------------------- | ----- | ----- |
| 27. April | Isabella von Frankreich | Königin von Navarra                          | 29    |       |
| 29. April | Gamelin                 | schottischer Bischof, Regent und Lordkanzler |       |       |

## Mai
| Tag     | Name                    | Beruf, bekannt als   | Alter | Beleg |
| ------- | ----------------------- | -------------------- | ----- | ----- |
| 3. Mai  | Poppo III. von Trimberg | Bischof von Würzburg |       |       |
| 11. Mai | Heinrich I. von Raron   | Bischof von Sitten   |       |       |

## Juni
| Tag     | Name                 | Beruf, bekannt als | Alter | Beleg |
| ------- | -------------------- | ------------------ | ----- | ----- |
| 2. Juni | Heinrich I. Embriaco | Herr von Gibelet   |       |       |

## Juli
| Tag      | Name                     | Beruf, bekannt als                | Alter | Beleg |
| -------- | ------------------------ | --------------------------------- | ----- | ----- |
| 27. Juli | Maredudd ap Rhys         | Lord von Deheubarth in Südwales   |       |       |
| Juli     | Helena Angelina Dukaina  | Königin von Sizilien              |       |       |
| Juli     | Margarete von Frankreich | durch Heirat Herzogin von Brabant |       |       |

## August
| Tag        | Name                | Beruf, bekannt als                      | Alter | Beleg |
| ---------- | ------------------- | --------------------------------------- | ----- | ----- |
| 17. August | Rhys Fychan         | Lord von Deheubarth in Südwales         |       |       |
| 20. August | Johanna             | Gräfin von Toulouse                     |       |       |
| 21. August | Alfons von Poitiers | Graf von Poitiers und Graf von Toulouse | 50    |       |

## September
| Tag       | Name         | Beruf, bekannt als                                          | Alter | Beleg |
| --------- | ------------ | ----------------------------------------------------------- | ----- | ----- |
| September | Gottfried I. | Graf von Habsburg-Laufenburg, nannte sich Graf im Zürichgau |       |       |

## Oktober
| Tag         | Name                | Beruf, bekannt als                                         | Alter | Beleg |
| ----------- | ------------------- | ---------------------------------------------------------- | ----- | ----- |
| 25. Oktober | Henricus de Segusio | Kanonist, Erzbischof von Embrun, Kardinalbischof von Ostia |       |       |
| 29. Oktober | Philip Basset       | englischer Adliger, Justiciar von England                  |       |       |

## Datum unbekannt
| Tag | Name                                          | Beruf, bekannt als                                                           | Alter | Beleg |
| --- | --------------------------------------------- | ---------------------------------------------------------------------------- | ----- | ----- |
|     | Burchard V.                                   | Graf von Vendôme                                                             |       |       |
|     | Fulk of Sandford                              | anglo-irischer Prälat, Erzbischof von Dublin                                 |       |       |
|     | Nikolaus I.                                   | deutscher Zisterzienserabt                                                   |       |       |
|     | Konrad I.                                     | Graf von Freiburg                                                            |       |       |
|     | Roger of Leybourne                            | englischer Ritter und Militär                                                |       |       |
|     | Simon VI. de Montfort                         | englischer Adliger                                                           |       |       |
|     | Konstantin Angelos Komnenos Dukas Palaiologos | byzantinischer Kaisar und Sebastokrator, Halbbruder von Kaiser Michael VIII. |       |       |
|     | Wilhelm Peraldus                              | Ordensgeistlicher und Moraltheologe                                          |       |       |
|     | Reinmar II. von Brennenberg                   | Minnesänger und Ritter von Brennberg                                         |       |       |